# Ciolo de la Barba
Ciolo de la Barba da Pisa (fl. XIII secolo) è stato un poeta italiano.
Fu un poeta pisano, esponente della poesia cortese toscana del XIII secolo, e rapportabile alla sfera di influenza della poesia religiosa di Guittone d'Arezzo.

## Canzoni
- Compiutamente mess' ho intenzione[2][3]